# Diyarbakırspor
Diyarbakırspor är en turkisk fotbollsklubb från Diyarbakır grundad 1968. Klubben spelar sina hemmamatcher på Diyarbakır Atatürkstadion.